# 比洛廷
50°14′40″N 26°39′42″E / 50.24444°N 26.66167°E

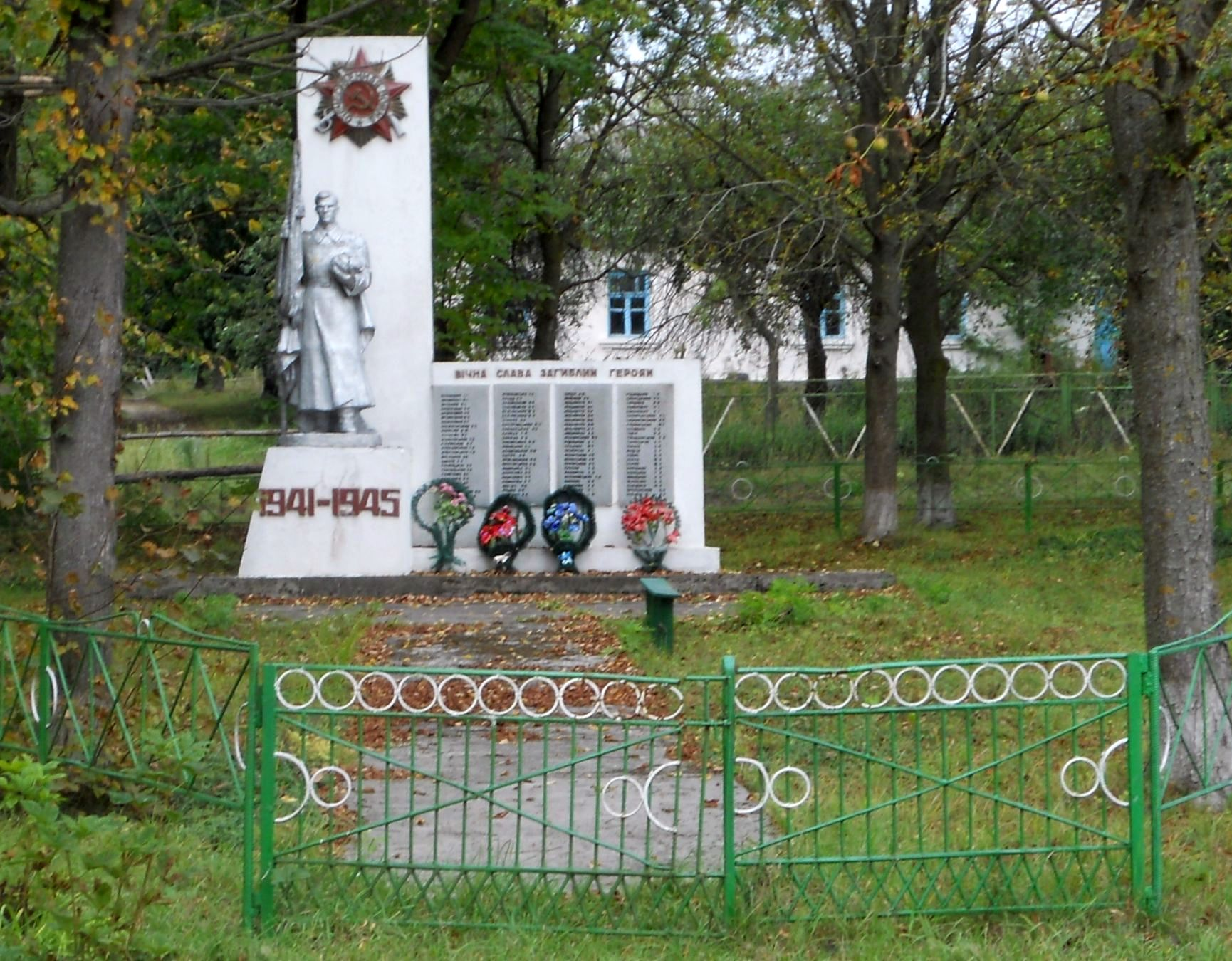

比洛廷（羅馬化：Bilotyn）是烏克蘭西部赫梅利尼茨基州舍佩蒂夫卡區伊賈斯拉夫市鎮的村莊。該村處於赫尼利里赫河畔，始建於1523年，面積1.399平方公里，海拔高度215米，2001年人口230。